# Believe Me (filme)
Believe Me é um filme independente de comédia dramática produzido nos Estados Unidos e lançado em 2014, sob a direção de Will Bakke.